# Gamma Tauri
Désignations
Gamma Tauri (γ Tau, γ Tauri) est une étoile de la constellation du Taureau et membre de l'amas des Hyades. Elle porte le nom traditionnel latin Hyadum I qui signifie « Première Hyade ». L'Union astronomique internationale lui a officialisé le nom de Prima Hyadum en 2017.
Gamma Tauri est une géante de type spectral G8 ou K0, avec une magnitude apparente de +3,65. Elle est située à environ 2,5 parsecs du centre de l'amas des Hyades — l'amas ouvert le plus proche du Soleil —. Cette étoile a terminé la phase de la séquence principale et est maintenant une étoile du red clump (ou « grumeau rouge ») qui fusionne l'hélium dans son cœur.
Les estimations de l'âge de Gamma Tauri vont de 430 millions à 530 millions d'années. Par comparaison, l'âge de l'amas des Hyades est d'environ 625 millions d'années avec une marge d'erreur de 50 millions d'années.
D'après les mesures de parallaxe, Gamma Tauri est à environ 154 années-lumière de la Terre. Le diamètre angulaire de cette étoile a été mesuré par CHARA avec une précision de 2 %. Après correction de l'assombrissement du limbe, cela donne un rayon stellaire de 13,4 fois celui du Soleil. L'étoile est environ 85 fois plus lumineuse que le Soleil et est 2,7 fois plus massive. Avec sa grande taille et sa faible vitesse de rotation projetée de 4 km s–1, elle tourne sur elle-même en environ 253 jours.